# Skalica (kamieniołom)

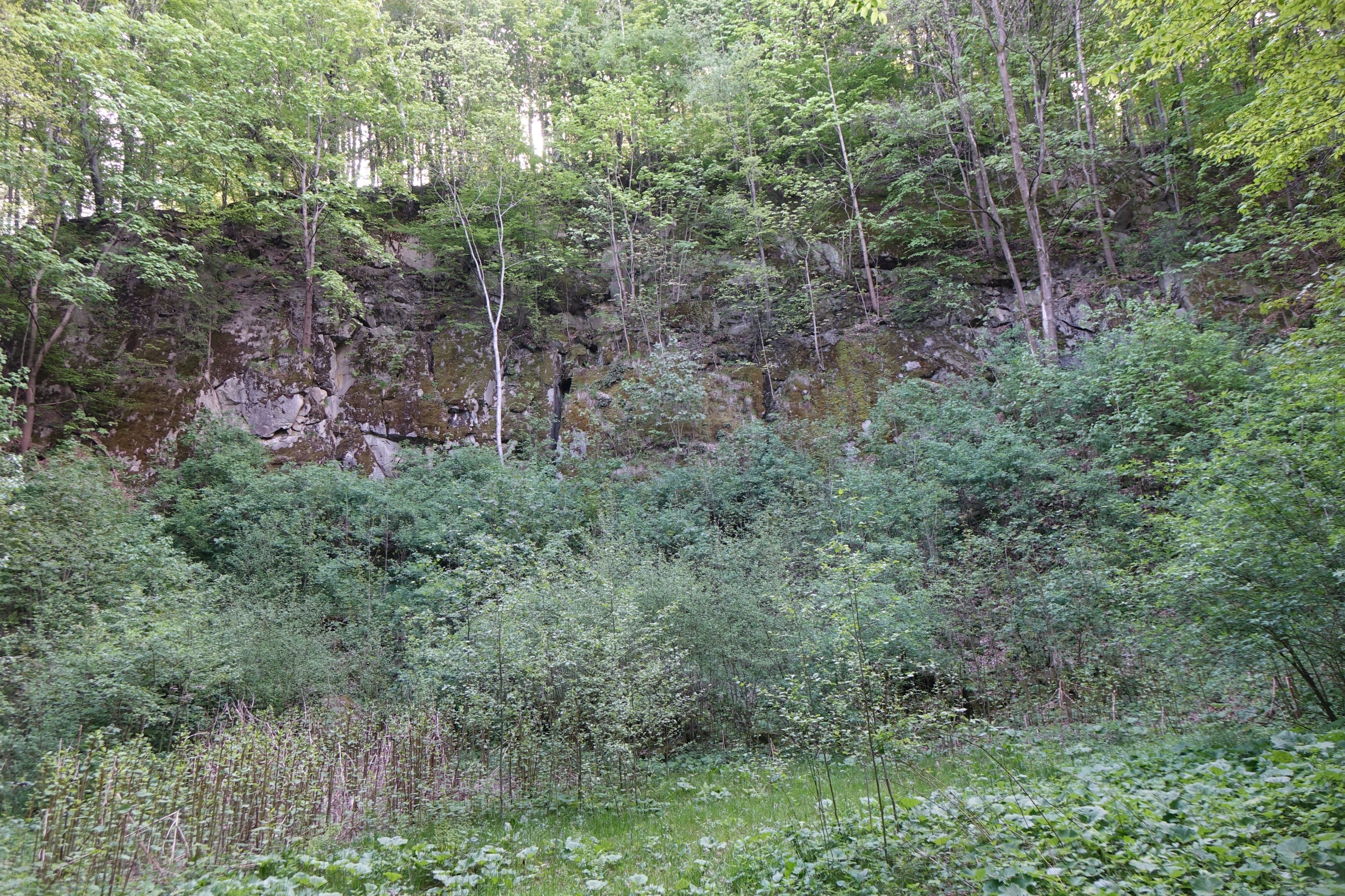
Główna ściana kamieniołomu

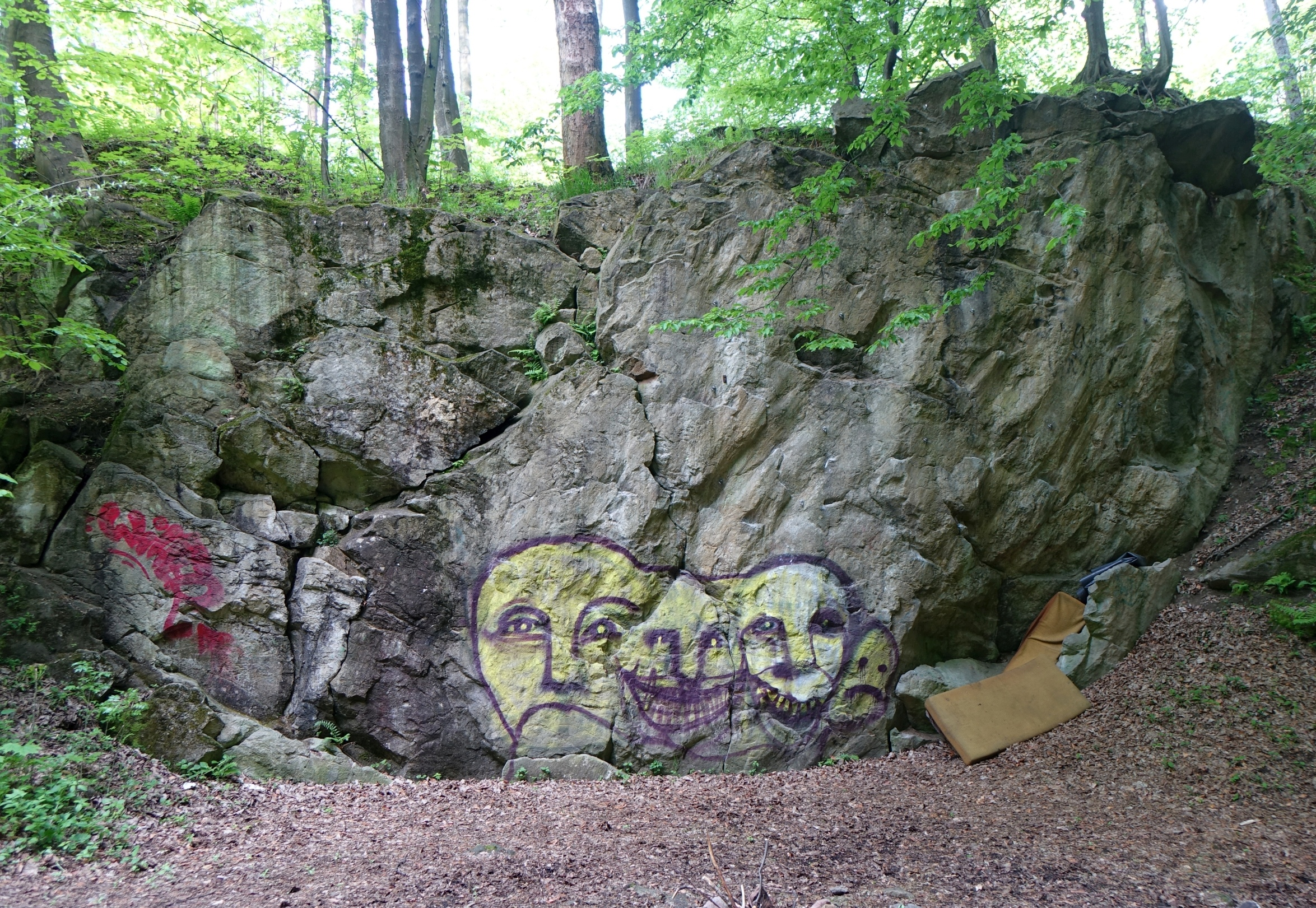
Ściana wspinaczkowa

Skalica – nieczynny kamieniołom w mieście Ustroń w województwie śląskim, w powiecie cieszyńskim. Znajduje się w porośniętym lasem terenie między Wisłą a ul. Skalica, u zachodnich podnóży szczytu Skalica.
Kamieniołom działał w latach 20–40 XX wieku. Wydobywano w nim piaskowiec godulski pochodzący z kredy górnej (turon, 83–89 mln lat temu). Są to gruboławicowe frakcjonalnie warstwowane piaskowce o barwie od szarej do zielonawej, glaukonitowe, o spoiwie lilasto-węglanowym, przedzielone ławicami czarnych i zielonych łupków, lub zlepieńców. Na północnej ścianie jest lustro tektoniczne – wygładzona powierzchnia skały ze ślizgowymi rysami powstałymi wskutek przesuwania się płyt.
Wydobyte kamienie wykorzystywano głównie na okładziny budynków i na pomniki, a najtwardsze skały na kostkę brukową i kamień łamany. Wyrobisko kamieniołomu ma powierzchnię około 1 ha i stopniowo zarasta drzewami. Ma trzy ściany. Podnóża ściany południowej i wschodniej zawalone są usypiskiem.

## Wspinaczka skalna
Kamieniołom jest obiektem wspinaczki skalnej. Wysokość ścian dochodzi do 20 m, ale te wyższe nie nadają się do uprawiania wspinaczki z powodu silnego już zarośnięcia mchami i inną roślinnością. Wspinaczka uprawiana jest na najniższej ścianie. Jest 6 dróg wspinaczkowych o trudności do VI+ w skali polskiej oraz 6 projektów. Dla wszystkich dróg osadzono ringi do wędkowania, a w późniejszym okresie także ringi do asekuracji niektórych dróg.
1. Wejściowa; II
2. Lewe pęknięcie; III
3. Lewa płyta; IV
4. Prawa płyta; VI
5. Prawe pęknięcie; V+
6. Uwierz w klamrę; VI+[1].

W 2014 roku wyrobisko kamieniołomu zostało objęte ochroną jako stanowisko dokumentacyjne.